# Gnosiologia
A gnosiologia (também grafado gnoseologia; do grego gnosis, 'conhecimento', e logos, 'discurso') é um termo proveniente da filosofia estética do século XVIII. Na antiga União Soviética e período subsequente à sua dissolução, foi utilizado como sinónimo de epistemologia. O termo é utilizado no Cristianismo Ortodoxo e no Brasil foi associado à teoria do conhecimento, ramo da filosofia que se ocupa do estudo do conhecimento, a sua origem, natureza, limites do ato cognitivo e da validade do conhecimento em função do sujeito cognoscente, ou seja, daquele que conhece o objeto. 
No Brasil o termo gnoseologia não se confunde com a epistemologia, que se refere apenas ao conhecimento científico. A metafísica é a área que poderá entrar em contato com a gnoseologia e diferencia-se da ontologia: ambas se preocupam com o ser; porém a metafísica põe em questão a própria essência e existência do ser. Em outras palavras, grosso modo, a ontologia insere-se na teoria geral do conhecimento, que se preocupa com a validade do pensamento, das condições do objeto e sua relação com o sujeito cognoscente, enquanto que a metafísica procura a verdadeira essência e condições de existência do ser humano.

## Teoria do conhecimento
A Teoria do conhecimento tem por objetivo buscar a origem, a natureza, o valor e os limites do conhecimento, da faculdade de conhecer. Os principais problemas da teoria do conhecimento são:
- A possibilidade do conhecimento
- A origem do conhecimento
- O limite do conhecimento
- A essência do conhecimento
- As formas do conhecimento
- O valor do conhecimento (o problema da verdade)

Segundo a filosofia arcaica, se há conhecimento humano, existe a verdade, porque esta nada mais é do que a adequação da inteligência com a coisa (segundo a concepção aristotélico-tomista). Com o conhecimento da verdade, há consequentemente a certeza, que surge mediante a passagem da inteligência à verdade conhecida. A inteligência humana tende a fixar-se na verdade conhecida. Metodologicamente, há primeiramente o conhecimento, depois a verdade, e finalmente a certeza. Tal tomada de posição perante o primeiro problema da crítica, é chamado de dogmatismo, sendo defendida por filósofos ditos realistas, como por exemplo, Aristóteles e Tomás de Aquino. Tais conceitos afastam-se do método científico como o conhecemos.
Se, ao contrário, se sustentar que a inteligência permanece, em tudo e sempre, sem nada afirmar e sem nada negar, i.é, sem admitir nenhuma verdade e nenhuma certeza, sendo a dúvida universal e permanente o resultado normal da inteligência humana, está se defendendo o ceticismo.
O problema crítico representa um passo além do dogmatismo e do ceticismo. Uma vez que admite-se a existência da verdade (valor do conhecimento), e da certeza, pergunta-se então onde estão as coisas: só na inteligência, como querem Platão, Hegel (idealismo), só na matéria, como ensina Marx (materialismo), no intelecto humano e na matéria, como dizem Aristóteles, Tomás de Aquino (realismo), ou só na razão, como diz Descartes (racionalismo).
Investigando os fundamentos de todo o conhecimento, pois critica o conhecimento do ente transcendente, a Crítica é a base necessária de todo o saber científico e filosófico, inclusive da própria Ontologia.
Na gnosiologia existe o conceito de apriorismo kantiano, que se utiliza do racionalismo e do empirismo: primeiro, o sujeito conhece nada a partir dos sentidos; depois, a razão organiza o conhecimento empírico.